# Gideon Sundbäck
Otto Fredrik Gideon Sundbäck (Jönköping, 24 de abril de 1880 — Meadville, 21 de junho de 1954) foi um engenheiro e inventor sueco que imigrou para os Estados Unidos. É associado a pesquisas de desenvolvimento do zíper.

## Biografia
Otto Fredrik Gideon Sundbäck nasceu em uma fazenda em Sonarp, na paróquia de Ödestugu (Ödestugu  på gården Sonarp), no condado de Jönköping, Småland, Suécia. Ele era filho de Jonas Otto Magnusson Sundbäck, um próspero fazendeiro, e sua esposa Kristina Karolina Klasdotter. Após seus estudos na Suécia, Sundbäck mudou-se para a Alemanha, onde estudou na escola politécnica em Bingen am Rhein. Em 1903, Sundbäck prestou o exame para engenharia elétrica. Dois anos mais tarde se mudou para os Estados Unidos.

## Carreira
Em 1905, Gideon Sundbäck começou a trabalhar na Westinghouse Electric and Manufacturing Company em Pittsburgh. Em 1906,  Sundbäck foi contratado para trabalhar para a Universal Fastener Company em Hoboken. Em 1909, Sundbäck casou com Elvira Aronson, filha do gerente da fábrica Peter Aronsson, nascida na Suécia. Subsequentemente Sundbäck foi promovido à posição de chefe projetista da Universal Fastener.

## Legado
Em 2006, Sundbäck foi honrado com a sua inclusão no National Inventors Hall of Fame dos Estados Unidos por seu trabalho no desenvolvimento do zíper. Em 24 de abril de 2012, no 132º aniversário de seu nascimento, o Google publicou um Google Doodle de um zíper que quando aberto revelava o resultado da pesquisa para Gideon Sundback.

## Atribuição de patente em 1917
A Sundbäck foi atribuída nos Estados Unidos patente Nr. 1.219.881 (pedida em 1914 e atribuída em 1917) pelo invento do ziper (fecho Éclair).

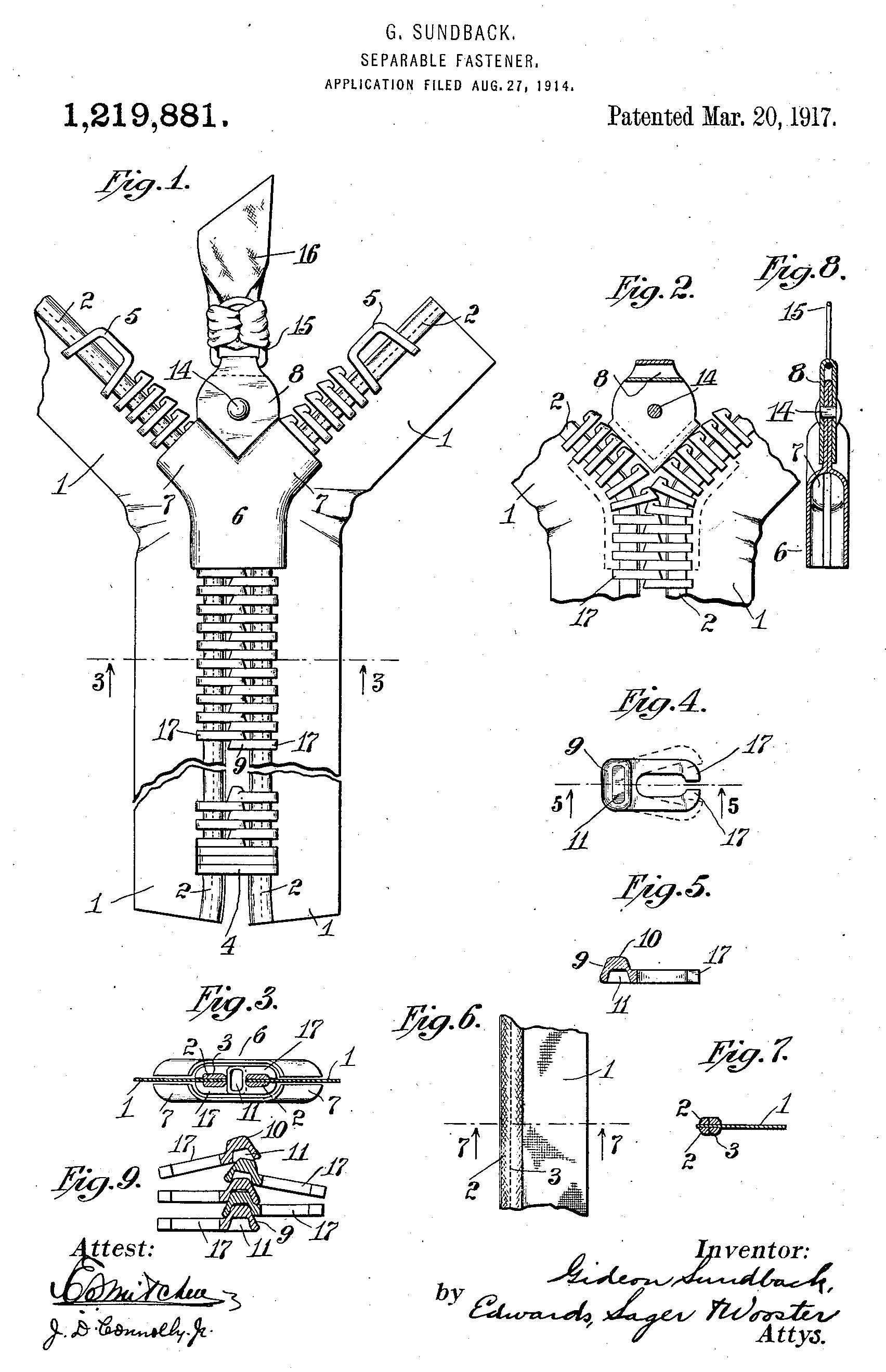
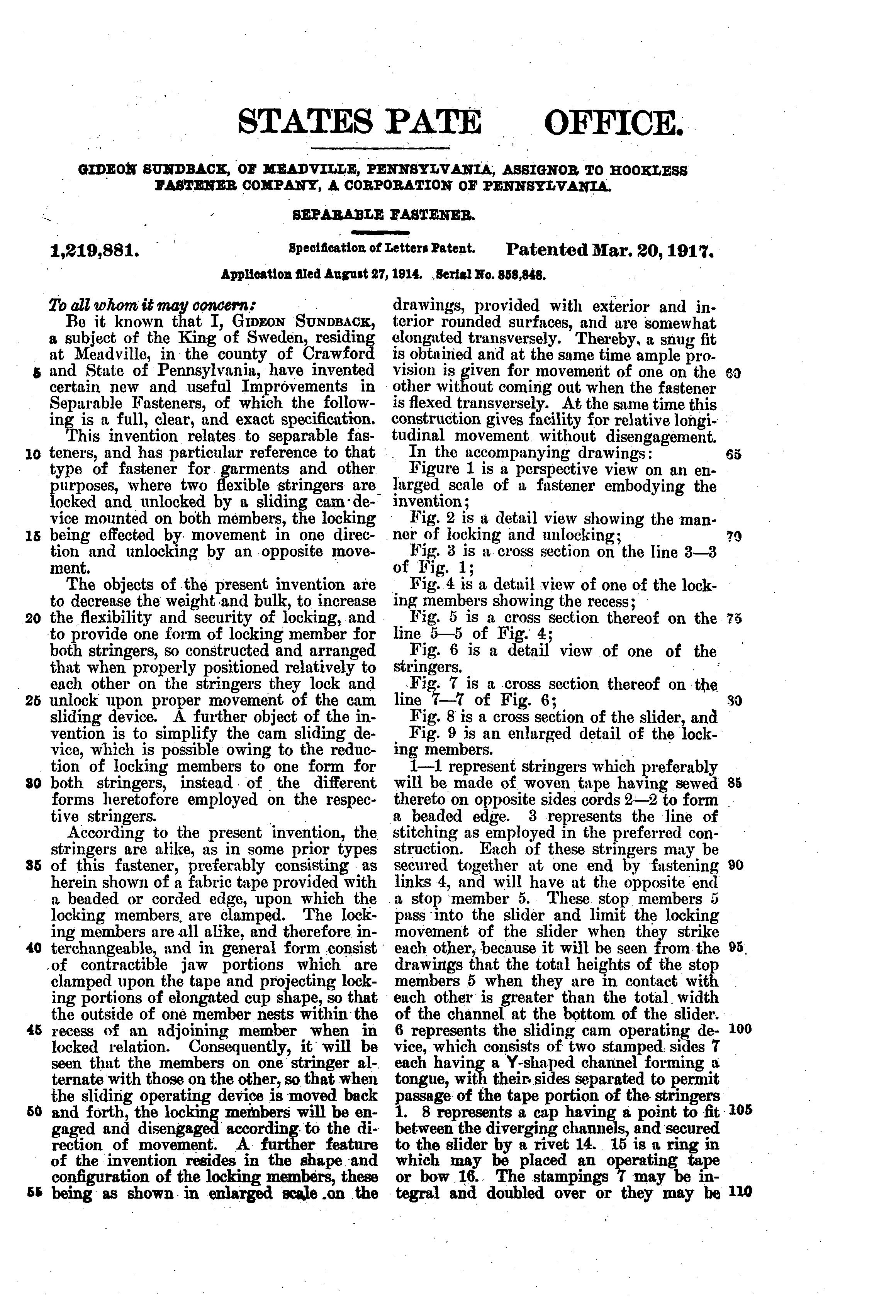
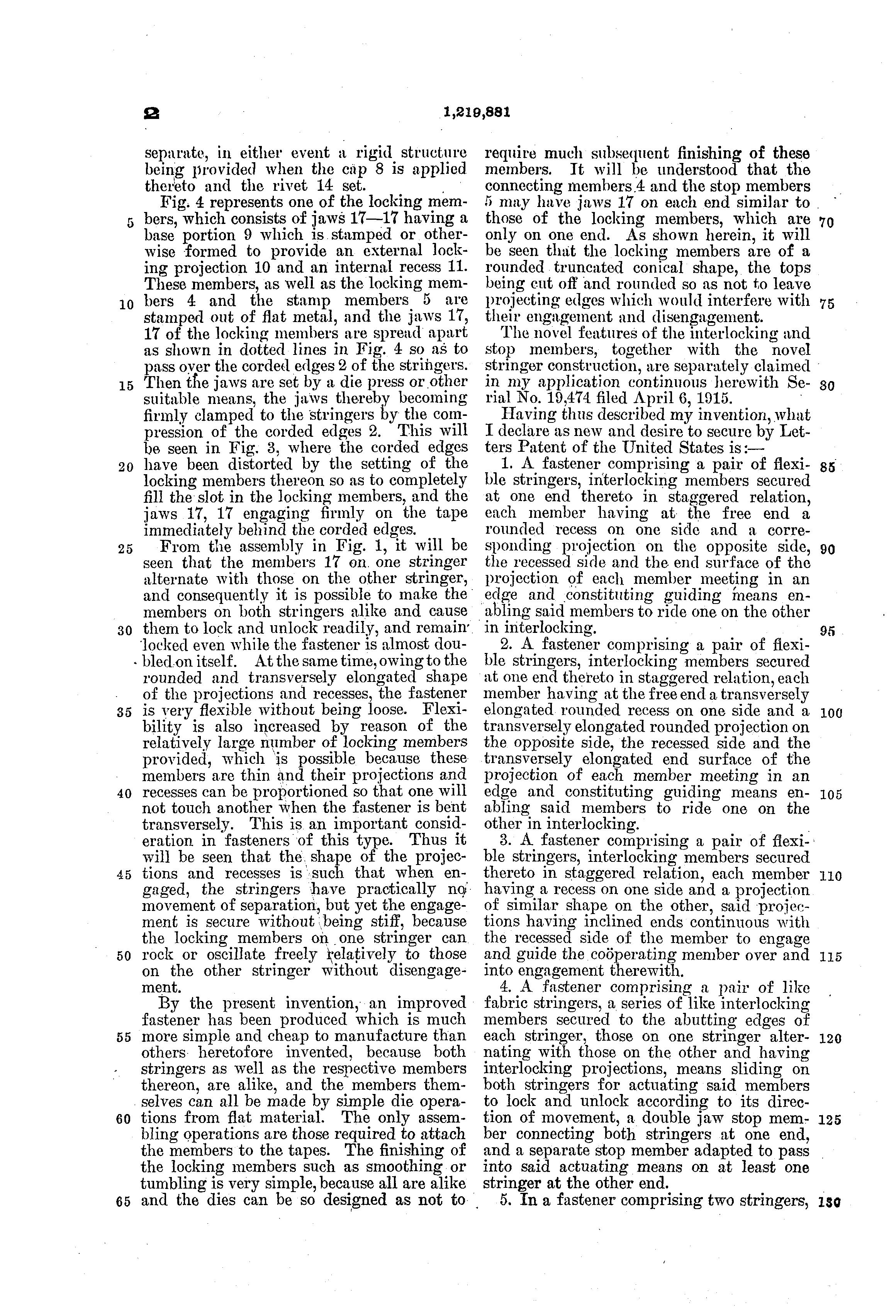
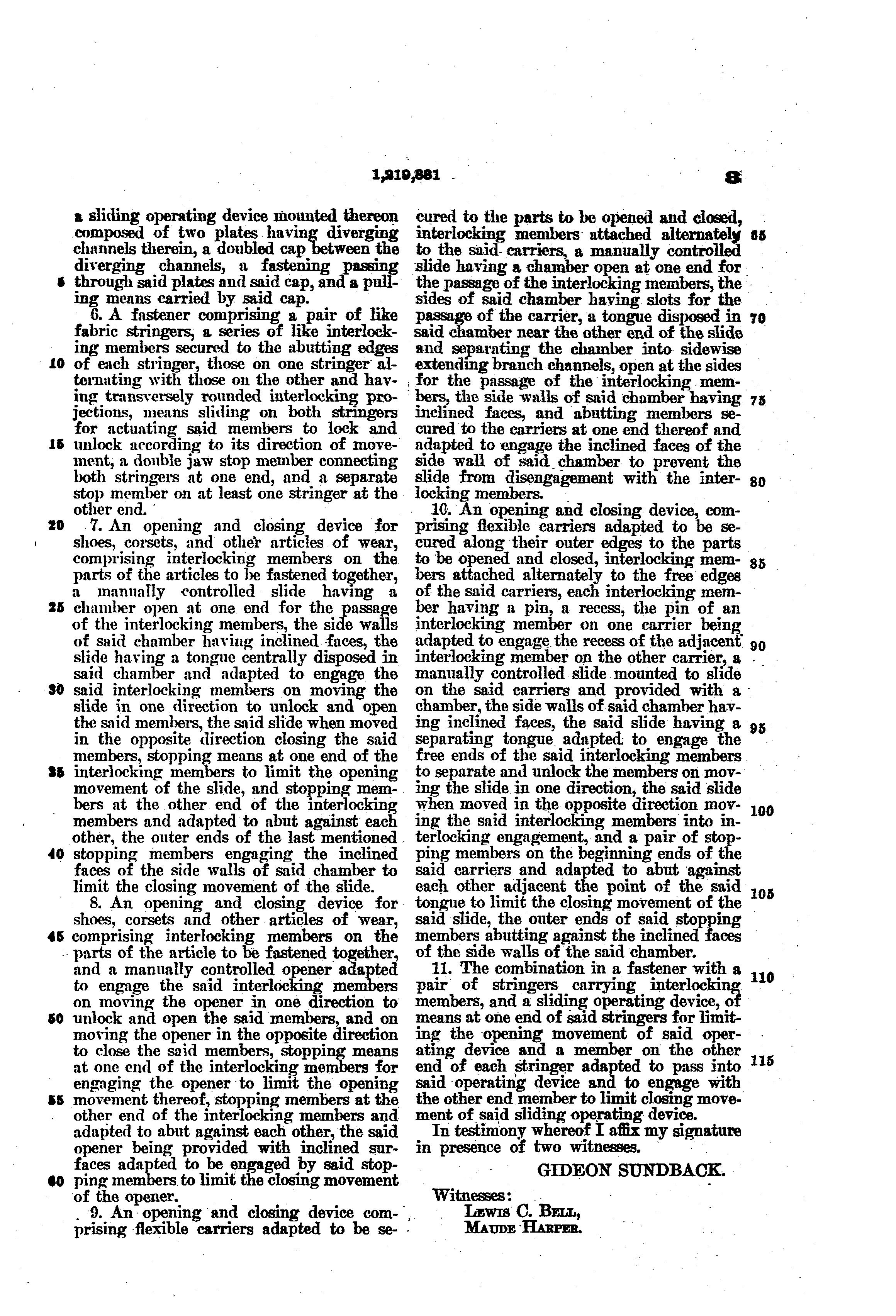
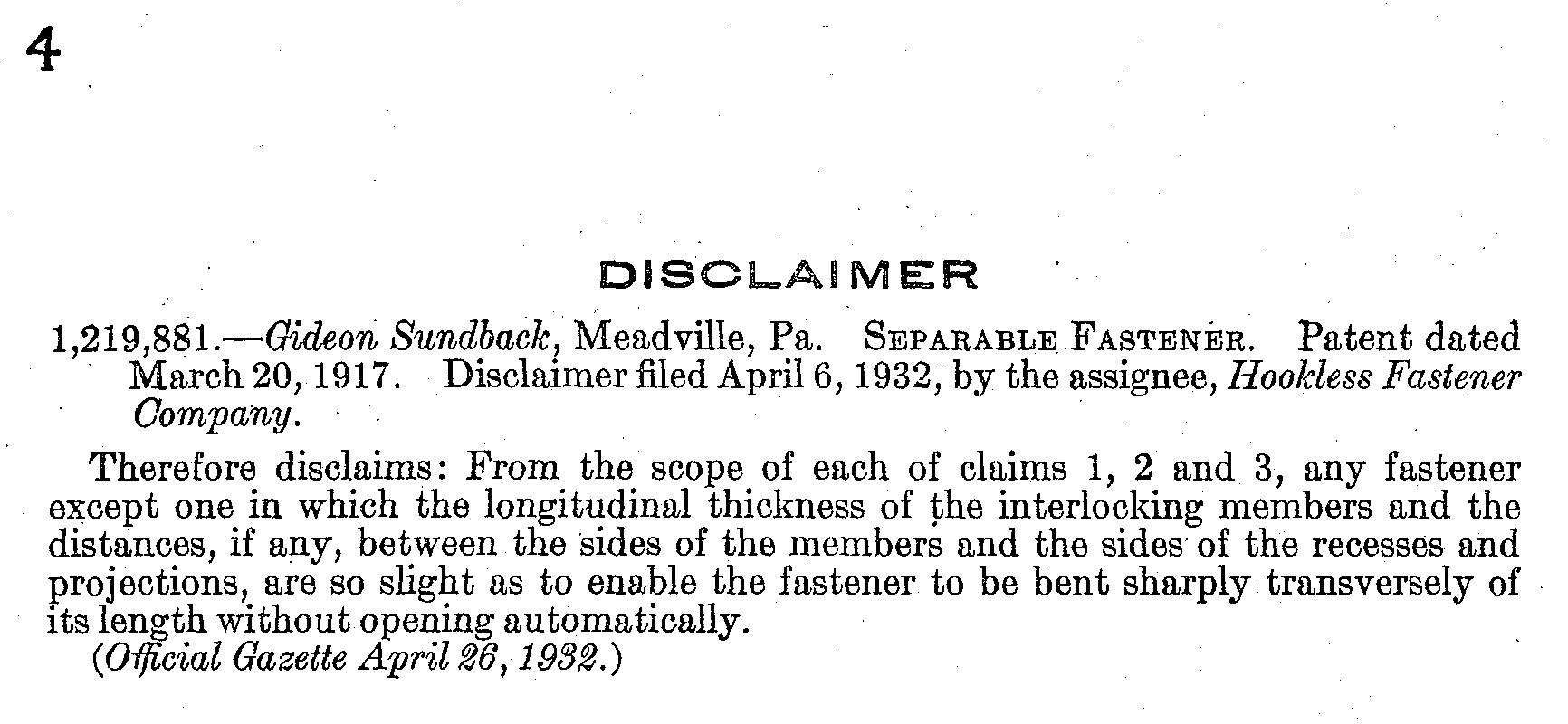